# いつかできるから今日できる
『いつかできるから今日できる』（いつかできるからきょうできる）は、日本の女性アイドルグループ乃木坂46の楽曲。2017年10月11日に乃木坂46の19作目のシングルとしてN46Div.から発売された。秋元康が作詞、Akira Sunsetと京田誠一が作曲した。楽曲のセンターポジションは齋藤飛鳥と西野七瀬が務めた。

## 背景とリリース
DVD付属のType-A・B・C・D、CDのみの通常盤の5形態で発売。前作「逃げ水」から約2か月ぶりのシングルで、前作からの間隔（63日間）は、それまでの最短だった1stシングル「ぐるぐるカーテン」から2ndシングル「おいでシャンプー」までの期間（70日間）を更新した。
表題曲「いつかできるから今日できる」は、主演の西野七瀬をはじめ、生田絵梨花、伊藤万理華、斉藤優里、桜井玲香、白石麻衣、中田花奈、松村沙友理らメンバーが出演する映画『あさひなぐ』の主題歌で、2017年7月初旬に完成した映画のポスターに主題歌タイトルが表記された際に曲名が判明し、ファンから多数の反響が上がる中、同年8月11日にゼビオアリーナ仙台で開催された「真夏の全国ツアー2017」宮城公演で初披露された。続く大阪、愛知公演でも披露され、リリースの動向に注目が集まっていたが、8月27日にポートメッセなごやで開催された全国握手会で同曲を19枚目シングル表題曲として10月11日に発売することが発表された。9月4日放送の『乃木坂工事中』で選抜メンバーとフォーメーションが発表された。9月8日放送の『ミュージックステーション』（テレビ朝日）で表題曲「いつかできるから今日できる」がテレビ初披露された。『あさひなぐ』公開当日の9月22日に、表題曲「いつかできるから今日できる」が映画公開に合わせ先行配信された。
楽曲は、青春の葛藤や挫折、さらに少女たちの成長や挑戦という映画のテーマに合った前向きな応援ソングとなっている。作曲者であるAkira Sunsetによれば、14thシングル表題曲「ハルジオンが咲く頃」の製作とほぼ同時期に書かれたものとされ、EDMとストリングスのマッシュアップという共通のコンセプトを持つという。

## アートワーク
| Type-A 表 | 齋藤飛鳥・西野七瀬                                             |
| Type-B 表 | 白石麻衣・堀未央奈・生田絵梨花                                 |
| Type-C 表 | 井上小百合・桜井玲香・伊藤万理華・松村沙友理                   |
| Type-D 表 | 衛藤美彩・秋元真夏・若月佑美・生駒里奈                         |
| 通常盤 表 | 高山一実・北野日奈子・星野みなみ・斉藤優里・新内眞衣・中田花奈 |

本作のジャケット写真は、2017年9月上旬に神奈川県鎌倉市山ノ内（北鎌倉）の建長寺と浄智寺で撮影された。映画『あさひなぐ』とも共通する寺社や石段といった和の世界観をロケーションに、学校帰りや部活帰りを連想させるメンバーの自然体を描いており、映画のワンシーンのような仕上がりになっている。カメラマンは写真家のてんてんが担当した。

## チャート成績
本作は2017年10月23日付オリコン週間シングルランキングで初週推定売上約85万1000枚を記録し、2ndシングル「おいでシャンプー」から18作連続となる初登場1位を獲得。13週目の2018年1月15日付週間シングルランキングでは2位に再浮上し、この週で1位を獲得した前作「逃げ水」とともに、週間シングルランキングにおいて2010年5月10日付チャートでの放課後ティータイム以来7年8か月ぶり、女性アーティストとして史上4組目となる同一アーティストによる1・2位独占となった。14週目には100万枚を突破し「インフルエンサー」から3作連続でのミリオン達成となった。

## ミュージック・ビデオ
いつかできるから今日できる
監督：高橋栄樹、衣装：尾内貴美香
8月下旬に東京都文京区の和敬塾と栃木県真岡市の久保講堂で撮影された。『あさひなぐ』の映画版主演である西野七瀬と舞台版主演である齋藤飛鳥を中心に、作品とリンクした映像になっている。劇中で齋藤が絵を描いている場所が和敬塾で、作家の村上春樹が学生時代に住んでいた場所でもある。
まあいいか？
監督：中村太洸
9月上旬に神奈川県川崎市のスタジオで収録された。普段テレビ番組等では文句を言い合うも、実際には仲が良い秋元と白石がギネス世界記録に挑戦する5番対決が主旨となっている。全て真剣勝負であるため勝者は心から喜び敗者は本当に悔しがっている表情がうかがえる映像に仕上がっている。
失恋お掃除人
監督：伊藤衆人
9月上旬に千葉県で撮影された。とある警察の部署にいて、実際の捜査ではなく事件の後処理を専門とする『若様軍団』の4名が、国宝級の割り箸の危機を救いに行くというパロディ満載のストーリーになっている。タイトルの「掃除人」にちなみ、ほうきで掃除をしている振付なども取り入れられている。
My rule
監督：林希、古屋蔵人
9月上旬に神奈川県横浜市で撮影された。一見シンプルな歌とダンスだが、劇中の至る所にヒントが隠されており、何を踊っていたのかはラストのシーンで発覚する構成に仕上がっている。そのため、ダンスの振付やフォーメーションなどに非常に時間がかかった力作となっている。
僕の衝動
監督：荒船泰廣
9月上旬に栃木県で撮影された。とある村に残された伝統行事を開拓していこうと、若い女の子達が立ち上がるという内容になっている。自然が豊富な場所だけあって、普段なかなか見つける事が難しいカエルやサワガニを見つけては戯れ、畑を耕すシーンでは何度も撮影する事で畑が耕され過ぎてしまい、場所を転々と移動して撮影に苦労した。また、撮影日がちょうど吉田綾乃クリスティーの誕生日と重なり、サプライズのお祝いも行われた。

## メディアでの使用
いつかできるから今日できる
映画『あさひなぐ』（2017年9月22日公開、制作：ROBOT、配給：東宝映像事業部）の主題歌。
はるやま 地域祭篇（2017年10月12日 - 、はるやま商事）のCMソング。

## シングル収録トラック

### Type-A
| #         | タイトル                                      | 作詞      | 作曲                         | 編曲                         | 時間  |
| --------- | --------------------------------------------- | --------- | ---------------------------- | ---------------------------- | ----- |
| 1.        | 「いつかできるから今日できる」                | 秋元康    | Akira Sunset、京田誠一       | 京田誠一、Akira Sunset       | 4:39  |
| 2.        | 「不眠症」                                    | 秋元康    | 大貫和紀、河原レオ、高木龍一 | 大貫和紀、河原レオ、高木龍一 | 4:26  |
| 3.        | 「まあいいか?」                               | 秋元康    | HRK                          | 原広明                       | 3:32  |
| 4.        | 「いつかできるから今日できる off vocal ver.」 |           | Akira Sunset、京田誠一       | 京田誠一、Akira Sunset       | 4:39  |
| 5.        | 「不眠症 off vocal ver.」                     |           | 大貫和紀、河原レオ、高木龍一 | 大貫和紀、河原レオ、高木龍一 | 4:26  |
| 6.        | 「まあいいか? off vocal ver.」                |           | HRK                          | 原広明                       | 3:30  |
| 合計時間: | 合計時間:                                     | 合計時間: | 合計時間:                    | 合計時間:                    | 25:12 |

| #         | タイトル                                                         | 作詞      | 作曲・編曲 | 監督     | 時間  |
| --------- | ---------------------------------------------------------------- | --------- | ---------- | -------- | ----- |
| 1.        | 「いつかできるから今日できる Music Video」                       |           |            | 高橋栄樹 | 4:51  |
| 2.        | 「まあいいか? Music Video」                                      |           |            | 中村太洸 | 3:49  |
| 3.        | 「「あさひなぐプロジェクト」（起）映画「あさひなぐ」メイキング」 |           |            |          | 21:15 |
| 合計時間: | 合計時間:                                                        | 合計時間: | 29:55      |          |       |

### Type-B
| #         | タイトル                                      | 作詞      | 作曲                         | 編曲                         | 時間  |
| --------- | --------------------------------------------- | --------- | ---------------------------- | ---------------------------- | ----- |
| 1.        | 「いつかできるから今日できる」                | 秋元康    | Akira Sunset、京田誠一       | 京田誠一、Akira Sunset       | 4:39  |
| 2.        | 「不眠症」                                    | 秋元康    | 大貫和紀、河原レオ、高木龍一 | 大貫和紀、河原レオ、高木龍一 | 4:26  |
| 3.        | 「失恋お掃除人」(若様軍団)                    | 秋元康    | さいとうくにあき             | さいとうくにあき             | 4:39  |
| 4.        | 「いつかできるから今日できる off vocal ver.」 |           | Akira Sunset、京田誠一       | 京田誠一、Akira Sunset       | 4:39  |
| 5.        | 「不眠症 off vocal ver.」                     |           | 大貫和紀、河原レオ、高木龍一 | 大貫和紀、河原レオ、高木龍一 | 4:26  |
| 6.        | 「失恋お掃除人 off vocal ver.」(若様軍団)     |           | さいとうくにあき             | さいとうくにあき             | 4:37  |
| 合計時間: | 合計時間:                                     | 合計時間: | 合計時間:                    | 合計時間:                    | 27:26 |

| #         | タイトル                                                         | 作詞      | 作曲・編曲 | 監督     | 時間  |
| --------- | ---------------------------------------------------------------- | --------- | ---------- | -------- | ----- |
| 1.        | 「いつかできるから今日できる Music Video」                       |           |            | 高橋栄樹 | 4:51  |
| 2.        | 「失恋お掃除人 Music Video」                                     |           |            | 伊藤衆人 | 7:04  |
| 3.        | 「「あさひなぐプロジェクト」（承）映画「あさひなぐ」メイキング」 |           |            |          | 18:28 |
| 合計時間: | 合計時間:                                                        | 合計時間: | 30:23      |          |       |

### Type-C
| #         | タイトル                                      | 作詞      | 作曲                         | 編曲                         | 時間  |
| --------- | --------------------------------------------- | --------- | ---------------------------- | ---------------------------- | ----- |
| 1.        | 「いつかできるから今日できる」                | 秋元康    | Akira Sunset、京田誠一       | 京田誠一、Akira Sunset       | 4:39  |
| 2.        | 「不眠症」                                    | 秋元康    | 大貫和紀、河原レオ、高木龍一 | 大貫和紀、河原レオ、高木龍一 | 4:26  |
| 3.        | 「My rule」                                   | 秋元康    | 藤田卓也                     | 藤田卓也                     | 4:32  |
| 4.        | 「いつかできるから今日できる off vocal ver.」 |           | Akira Sunset、京田誠一       | 京田誠一、Akira Sunset       | 4:39  |
| 5.        | 「不眠症 off vocal ver.」                     |           | 大貫和紀、河原レオ、高木龍一 | 大貫和紀、河原レオ、高木龍一 | 4:26  |
| 6.        | 「My rule off vocal ver.」                    |           | 藤田卓也                     | 藤田卓也                     | 4:31  |
| 合計時間: | 合計時間:                                     | 合計時間: | 合計時間:                    | 合計時間:                    | 27:13 |

| #         | タイトル                                                         | 作詞      | 作曲・編曲 | 監督     | 時間  |
| --------- | ---------------------------------------------------------------- | --------- | ---------- | -------- | ----- |
| 1.        | 「いつかできるから今日できる Music Video」                       |           |            | 高橋栄樹 | 4:51  |
| 2.        | 「My rule Music Video」                                          |           |            | 古屋蔵人 | 5:26  |
| 3.        | 「「あさひなぐプロジェクト」（転）舞台「あさひなぐ」メイキング」 |           |            |          | 20:40 |
| 合計時間: | 合計時間:                                                        | 合計時間: | 30:57      |          |       |

### Type-D
| #         | タイトル                                      | 作詞      | 作曲                         | 編曲                         | 時間  |
| --------- | --------------------------------------------- | --------- | ---------------------------- | ---------------------------- | ----- |
| 1.        | 「いつかできるから今日できる」                | 秋元康    | Akira Sunset、京田誠一       | 京田誠一、Akira Sunset       | 4:39  |
| 2.        | 「不眠症」                                    | 秋元康    | 大貫和紀、河原レオ、高木龍一 | 大貫和紀、河原レオ、高木龍一 | 4:26  |
| 3.        | 「僕の衝動」                                  | 秋元康    | 石井伸昂                     | 石井伸昂                     | 4:14  |
| 4.        | 「いつかできるから今日できる off vocal ver.」 |           | Akira Sunset、京田誠一       | 京田誠一、Akira Sunset       | 4:39  |
| 5.        | 「不眠症 off vocal ver.」                     |           | 大貫和紀、河原レオ、高木龍一 | 大貫和紀、河原レオ、高木龍一 | 4:26  |
| 6.        | 「僕の衝動 off vocal ver.」                   |           | 石井伸昂                     | 石井伸昂                     | 4:13  |
| 合計時間: | 合計時間:                                     | 合計時間: | 合計時間:                    | 合計時間:                    | 26:37 |

| #         | タイトル | 作詞      | 作曲・編曲 | 監督     | 時間  |
| --------- | --- | --------- | ---------- | -------- | ----- |
| 1.        | 「いつかできるから今日できる Music Video」                                                                                   |           |            | 高橋栄樹 | 4:51  |
| 2.        | 「僕の衝動 Music Video」 |           |            | 荒船泰廣 | 6:09  |
| 3.        | 「「あさひなぐプロジェクト」（結）舞台「あさひなぐ」メイキング /「いつかできるから今日できる」（真夏の全国ツアー2017より）」 |           |            |          | 19:55 |
| 合計時間: | 合計時間: | 合計時間: | 30:55      |          |       |

### 通常盤
| #         | タイトル                                                           | 作詞      | 作曲                         | 編曲                         | 時間  |
| --------- | ------------------------------------------------------------------ | --------- | ---------------------------- | ---------------------------- | ----- |
| 1.        | 「いつかできるから今日できる」                                     | 秋元康    | Akira Sunset、京田誠一       | 京田誠一、Akira Sunset       | 4:39  |
| 2.        | 「不眠症」                                                         | 秋元康    | 大貫和紀、河原レオ、高木龍一 | 大貫和紀、河原レオ、高木龍一 | 4:26  |
| 3.        | 「新しい花粉 〜ミュージカル「見知らぬ世界」より〜」                | 秋元康    | 新田目翔                     | 若田部誠                     | 4:05  |
| 4.        | 「いつかできるから今日できる off vocal ver.」                      |           | Akira Sunset、京田誠一       | 京田誠一、Akira Sunset       | 4:39  |
| 5.        | 「不眠症 off vocal ver.」                                          |           | 大貫和紀、河原レオ、高木龍一 | 大貫和紀、河原レオ、高木龍一 | 4:26  |
| 6.        | 「新しい花粉 〜ミュージカル「見知らぬ世界」より〜 off vocal ver.」 |           | 新田目翔                     | 若田部誠                     | 3:17  |
| 合計時間: | 合計時間:                                                          | 合計時間: | 合計時間:                    | 合計時間:                    | 25:32 |

## 歌唱メンバー

### いつかできるから今日できる
（センター：齋藤飛鳥、西野七瀬）
- 3列目：新内眞衣、斉藤優里、星野みなみ、生駒里奈、秋元真夏、北野日奈子、中田花奈、高山一実[6]
- 2列目：若月佑美、井上小百合、松村沙友理、生田絵梨花、伊藤万理華、桜井玲香、衛藤美彩[6]
- 1列目：堀未央奈、西野七瀬、齋藤飛鳥、白石麻衣[6]

選抜メンバーは前作から1人増の19人で、福神は前作より1人少ない1列目と2列目を合わせた11名の「十一福神」となっている。『あさひなぐ』の映画と舞台どちらかに出演しているメンバー16人（各8名ずつ）は全員が選抜入りし、特に十一福神は全て映画、舞台の出演メンバーで占められている。センターはそれぞれ舞台、映画で主演の東島旭役を務めた齋藤飛鳥と西野七瀬で、3作連続でWセンター体制となる。齋藤飛鳥は単独でのセンターだった15thシングル「裸足でSummer」以来2度目のセンター。西野七瀬は17thシングル「インフルエンサー」以来2作ぶりのセンターで、単独センターと合わせて6度目のセンターは生駒里奈と並んで最多となる。伊藤万理華は11回目、井上小百合は14回目の選抜入りにして初の福神（伊藤万理華は2017年12月23日に卒業したため最初で最後の福神入り）。桜井玲香、若月佑美はいずれも17thシングル「インフルエンサー」以来の福神復帰。前作からは秋元真夏、高山一実、星野みなみが福神から外れたが、特に秋元真夏は8thシングル「気づいたら片想い」以来11作ぶり、高山一実は11thシングル「命は美しい」以来8作ぶりの福神落ちとなる。北野日奈子、斉藤優里、中田花奈はいずれも17thシングル「インフルエンサー」以来の選抜復帰となった。また、前作「逃げ水」でWセンターだった3期生の大園桃子、与田祐希は今回の選抜から外れた。また、西野、白石、齋藤、堀、衛藤、生田、生駒にそれぞれソロパートが与えられているが、これは乃木坂の現在までのシングルまででは最多人数記録である。

### 不眠症
（センター：久保史緒里・山下美月）
- 秋元真夏、生田絵梨花、生駒里奈、伊藤万理華、井上小百合、衛藤美彩、大園桃子、久保史緒里、齋藤飛鳥、桜井玲香、白石麻衣、新内眞衣、高山一実、西野七瀬、星野みなみ、堀未央奈、松村沙友理、山下美月、与田祐希、若月佑美[25]

### まあいいか?
- 秋元真夏、白石麻衣[31]

### 失恋お掃除人
（ユニット：若様軍団）
- 梅澤美波、阪口珠美、山下美月、若月佑美[32]

### My rule
（センター：樋口日奈）
- 伊藤かりん、伊藤純奈、川後陽菜、川村真洋、斎藤ちはる、相楽伊織、佐々木琴子、鈴木絢音、寺田蘭世、能條愛未、樋口日奈、山崎怜奈、渡辺みり愛、和田まあや[31]

アンダーメンバーによる楽曲。

### 僕の衝動
（センター：伊藤理々杏）
- 3列目：阪口珠美、山下美月、向井葉月、久保史緒里、岩本蓮加
- 2列目：吉田綾乃クリスティー、梅澤美波、佐藤楓、中村麗乃
- 1列目：大園桃子、伊藤理々杏、与田祐希[31]

3期生による楽曲。

### 新しい花粉 〜ミュージカル「見知らぬ世界」より〜
- 生田絵梨花、久保史緒里[31]